# We got us a Pippi Virgin!
We got us a Pippi Virgin! es el episodio número 92 de la serie de televisión norteamericana Gilmore Girls.

## Resumen del episodio
Las demandas de los electores empiezan a ser atendidas por Jackson; como la relación de Rory y Dean se ha vuelto un poco incómoda, Lorelai le sugiere a su hija para que ellos salgan en una cita doble junto a ella y Luke. Así, las chicas Gilmore salen a ver películas junto con sus novios, mientras Kirk y Lulu pasan un buen rato besándose en el cine. Sin embargo, las cosas se ponen difíciles cuando al volver a casa de Lorelai, el disgusto de Luke hacia Dean es mayor; tanto él como Rory lo han notado y ésta le reclama por su extraño comportamiento. Después, Luke le comenta a Lorelai que él cree que Dean no es el mejor partido, por lo ya vivido antes. En tanto que Richard tiene nuevas distracciones, Emily ha adquirido una habitación del pánico y le da a Lorelai la clave por si tuviese que encerrarse; Lorelai a su vez habla con su padre para que intente un pequeño acercamiento hacia Emily. Más tarde, ante el sentimiento de la soledad, los viejos Gilmore intentan ir el uno hacia el otro, pero ninguno da su brazo a torcer. Cansada de esperar la respuesta de Zach sobre sus sentimientos, Lane se rinde, aunque él finalmente consigue hablar con ella.
- Datos: Q6166637